# 今井正人
今井 正人（いまい まさと、1984年4月2日 - ）は、陸上競技（長距離走・マラソン）選手。福島県相馬郡小高町（現・南相馬市）生まれ。妻はRKB毎日放送元アナウンサーの川添麻美。トヨタ自動車九州所属。2024年3月に現役引退を表明し、同社で指導者。2024年4月から順天堂大学スポーツ健康科学部の非常勤講師を兼任。

## 来歴・人物
小高町立小高中学校→福島県立原町高等学校→順天堂大学スポーツ健康科学部→トヨタ自動車九州所属。
小中学校時代、野球部に所属しながら、駅伝でも助っ人として活躍し、小高中3年の1999年度に中学生枠で都道府県対抗男子駅伝の福島県代表に選ばれ、区間3位の成績を残した。そこで、当時早大のエースで将来を嘱望された佐藤敦之（福島県出身）と出会った。原町高校進学後、本格的に陸上競技を始める。高校1年生時には県高校新人5000mで優勝。2年の都道府県対抗駅伝では5区で区間新記録を樹立した。高校3年時にインターハイ5000mで5位（日本人2位）。各種駅伝、クロスカントリーでも強さを見せていた。

### 箱根駅伝で大活躍
順天堂大学に進学し、今井は1年生ながら2004年・第80回箱根駅伝ではエース区間の2区を走り区間10位だった。ただ、このときラスト3kmの上り坂での走りが素晴らしく、後の今井の5区起用とそれによる才能の開花の伏線となった。
2005年・第81回箱根駅伝では、5区（小田原→箱根・芦ノ湖の区間）の標高差775mの上り坂をまるで平地のように疾走し、前年5区で金栗四三杯（最優秀選手賞）獲得の鐘ヶ江幸治（筑波大学・日本学連選抜）の9人抜きを超える5区史上最多の11人抜きを達成し、かつ中井祥太（東海大学）の持つ5区の区間記録を2分17秒も更新する1時間9分12秒で走破、金栗杯を手にした。2006年からは5区のコースが延長され、かつ2015年からは函嶺洞門の通行禁止と同バイパスへの走路変更が実施されたことにより、5区コースの再短縮後も今井のこの記録は「参考記録」となった。なお、走路変更後を含め、同距離で施行される5区を1時間9分台で走りきった選手は第100回大会で山本唯翔（城西大学、1時間9分14秒）・若林宏樹（青山学院大学、1時間9分33秒）が現れるまで今井のみだった。その後、翌第101回大会で若林が今井を上回る1時間9分11秒の区間新記録を樹立している。
2006年・第82回箱根駅伝では、故障明けの実戦ながらも順天堂大学に17年ぶりの往路優勝をもたらした。この年から5区の距離が延び、最長区間となった同区で区間賞でゴール。5区でたすきを繋いだ時点では6位だったが、天候の悪い最悪のコンディションながら、まず前の4人をごぼう抜きし、17km地点過ぎで山梨学院大学の森本直人を捉えて5人抜きの単独1位になり、あとは一人旅のまま往路優勝へ導いた。今井のその走りは高く評価され、3区で区間新記録を出した佐藤悠基らを抑えて2年連続で金栗杯を手にした。
順大陸上部主将として臨んだ2007年・第83回大会で今井は、トップから4分9秒遅れの5位で4区佐藤秀和からたすきを受けた後、驚異的なペースで上り坂を駆け抜け、16km地点で首位に躍り出た。更に前年自らが出した区間記録を25秒更新する1時間18分5秒でゴール、順大を2年連続の5区逆転往路優勝、そして6年ぶりの総合優勝に導くとともに3年連続区間記録更新という5区史上前人未到の記録を打ち立てた。（3年連続区間新は武井隆次（早大）以来5人目だが、3年連続同区間で記録したのは今井が初である。ただし3年次はコース変更があったため、区間賞＝区間新であった。）のちに佐藤悠基とともに金栗杯を受賞し、今井は3年連続の金栗杯受賞となった。
ちなみに5区での3年連続区間賞は、大東文化大学の大久保初男の4年連続区間賞に次ぎ、明治大学の八島健三、日本大学の鈴木房重、中央大学の西田勝雄の3年連続区間賞に並ぶ記録である。今井が5区で抜いたランナーは3年間あわせて20人に上る。日本テレビの箱根駅伝の中継において、ゴール地点の芦ノ湖の中継担当である河村亮は今井のことを「山の神、此処に降臨！その名は今井正人」と実況した。

### 社会人入り後
2007年春より、森下広一監督が率いる実業団のトヨタ自動車九州に入社。9月16日の島根県で行われた松江ハーフマラソンで優勝、9月30日の大牟田10マイルで2位に入賞し九州一周駅伝で福岡県選抜チームのメンバーとしては、4つの区間賞獲得と新人賞と最優秀選手賞のダブル受賞を果たした。
2008年元日の第52回ニューイヤー駅伝では、緩やかな上り坂と強風が吹き荒れる5区を走り、区間5位の記録を残した。その後2008年4月よりトヨタ自動車九州陸上部主将に指名される。
2009年12月の甲佐10マイルロードレースでは、北村聡・座間紅祢・佐藤悠基らを抑えて46分40秒で優勝を飾った。2010年元旦の第54回ニューイヤー駅伝では4区（22.3 km）を29番手から17番手へ順位を上げる12人抜きの走り、1時間03分26秒の記録は佐藤敦之に次ぐ区間2位となった。
2011年、長距離のシーズンが一段落したのを機に取材で知り合った年上の川添と結婚。当初川添は結婚を機にRKBを辞め、専業主婦として支えることにしていたが、3月11日に東日本大震災が発生。実家が津波の被害にあったほか、地元の友人らとも連絡が付かない状態にあるという。このため夫婦で話し合った結果、互いの仕事を続けていくことが周囲のためにできることだという結論に至り、川添はRKB退職を撤回した。
2013年元旦の第57回ニューイヤー駅伝では2年ぶりの4区（22.0 km）を走り、13番手から2番手へ順位を上げる11人抜きの走りで宇賀地強やロンドン五輪マラソン代表の山本亮、中本健太郎ら有力選手を抑え区間賞を獲得すると共に、前年に佐藤悠基が記録した1時間02分51秒を上回る1時間02分50秒の区間新記録を樹立、チーム過去最高となる2位に貢献した。

### マラソン歴
注目された今井の初マラソンは、2008年8月に行われた北海道マラソンだった。しかし30km付近から大きくペースダウンとなり、結局10位に終わる。「ここ（30 km）から勝負と思っていたが、腰が落ちて脚が動かなくなった」と苦笑いを浮かべていた。
2010年12月、翌2011年に開催される世界陸上大邱大会男子マラソンの選考会を兼ねた福岡国際マラソンに出場。30Km過ぎまでは2位グループについていたが、その後後退。38Km手前で一時は3番手に順位を上げるもペースが落ち、38Km過ぎに日本人トップで3位だった松宮隆行らに抜かれ、当時のマラソン自己ベストは出したが5位に留まる。ゴール後の今井は人目も憚らずに悔し涙を流していた。
2011年3月、再び世界陸上大邱大会代表を目指してびわ湖毎日マラソンに出場。30Km地点を過ぎ、日本男子トップ争いは堀端宏行（日本人トップの3位に入り、世界陸上大邱大会男子マラソン代表に即内定）らとデッドヒートを繰り広げた。32Km手前で堀端と足が接触、堀端が大きくバランスを崩したのを機に今井が一時4位を走っていたが、その後ペースダウン。35Km付近で堀端に抜かれ、さらに38Km過ぎで中本健太郎（日本人2番手の4位、堀端と同じく世界陸上男子マラソン代表に選出）らにも追い越されてしまい、マラソンの自己記録を再び更新したが日本人3番手の6位に留まった。
2011年12月、翌2012年開催のロンドンオリンピック男子マラソン国内選考レースである福岡国際マラソンに2年連続で出場。ペースメーカーがいなくなった26Km手前から、前田和浩らと日本人同士の先頭争いに加わった。だが36Km過ぎ、後方からペースを上げてきた川内優輝に追いつかれてからは、川内・前田と3人でのデッドヒートを演じる事となる。38.4Kmで川内のスパートに前田が脱落後も、今井はなんとか食らいついたが、40Km地点で川内が再度ラストスパートをかけると今井はついていけず後退。結果初マラソンから4大会連続で自己ベストを更新したが、日本人2番目の総合4位に甘んじた。翌2012年3月、ロンドン五輪男子マラソン最終選考会のびわ湖毎日マラソンに再挑戦。しかし25Km過ぎ、先頭集団のペースアップに全く対応出来ないままズルズルと後退してしまい、結局42位の惨敗に終わった。
2013年2月、世界陸上モスクワ大会男子マラソン選考会の東京マラソン2013年に出場。30Km地点からの集団のペースアップについていけず、自己ベスト記録を3秒上回るも11位に留まった。同年11月、昨年ハリケーンの影響で中止となったニューヨークシティマラソンに初の海外マラソンとして出場。自己記録に16秒届かなかったが川内優輝（11位）らに競り勝ち、日本男子ではトップの6位に入った。
2014年2月、別府大分毎日マラソンに出場、一旦レースをリードする展開となるものの、優勝したアブラハム・キプリモ（ウガンダ）に34km過ぎで抜かれ惜しくも2位。それでも8回目のフルマラソンで自身初めてのサブテン（2時間10分未満）となる、2時間9分台を記録した。同年11月2年連続でニューヨークシティマラソンへ出走、昨年に続いて川内（11位）に先着しての7位だった。
2015年2月、世界陸上北京大会男子マラソン選考会の東京マラソン2015に出場。松村康平・藤原新・山本亮・佐藤悠基ら日本男子の有力選手が次々脱落する中、今井は必死に先頭集団に食らいつく。30キロ過ぎで優勝争いから一歩後退するも最後まで粘り、当時日本歴代6位となる2時間7分台 の自己ベスト記録をマーク、日本男子首位の7位に入る。この好結果により同年3月、今井自身世界陸上男子マラソン日本代表への初選出が決まった。
世界陸上北京大会男子マラソン本番の丁度1か月前、2015年7月22日に福岡県宮若市でトヨタ自動車九州の壮行会に出席、「最後まで優勝争いに加わりたい」と抱負を述べていた。だがそれから8日後の7月30日、北海道の合宿中に頭痛と発熱等の体調不良を訴え緊急入院。「髄膜炎で約2週間の加療が必要」と診断を受けた為、同世界陸上男子マラソンを欠場・出場辞退する事になった（補欠選手は事前に用意せず。他男子マラソン日本代表の2人は藤原正和が21位・前田和浩は40位と、共に8位入賞及びリオ五輪内定はならなかった）。
2016年2月、リオデジャネイロオリンピック男子マラソン選考会の東京マラソン2016に出場。35Km地点迄は日本男子トップ争いに辛うじて加わっていたが、その後ペースダウン。結局2時間12分台の13位に終わり、リオ五輪の日本代表選出は叶わなかった。
2017年2月、世界陸上ロンドン大会男子マラソン選考会の東京マラソン2017に出場。序盤からマラソン日本記録を上回るハイペースの先頭集団についていかず、5Km毎約15分前半のペースで自重するも、30Km地点を過ぎた辺りで再び失速、2時間11分台の14位に留まった。
2018年3月のびわ湖毎日マラソンへ同大会6年振りに出場するも、気温20度前後と高温な悪条件の中をスタート。26.5km付近まで先頭集団についていったが、その後脱落。レース終盤の37.2Km地点で極端にスローダウンした窪田忍を追い抜き、38Km過ぎ迄中村匠吾と日本人首位争いで並走したが、徐々に中村から離脱。結局総合9位・日本人2着に入るも、ゴールタイムは2時間11分台に留まり、マラソングランドチャンピオンシップ（2020年東京オリンピック男子マラソン選考会）の出場権獲得は惜しくも成らなかった。
2019年3月の東京マラソン2019へ2年振りにエントリー。レース前半は先頭から少し遅れて第2集団で待機するも、30Km地点を過ぎてややペースダウン。それでも終盤では極端に落ちた日本男子選手らを次々追い抜き順位を上げ、結果2時間10分台の総合6位（堀尾謙介に次いで日本男子2着）に入り、MGC出場権をやっと獲得した。
2019年9月のマラソングランドチャンピオンシップ（MGC・東京五輪男子マラソン選考レース）に出走。レース序盤は第2集団についていたが、その後は完全脱落し、結局2時間21分台の総合25位に終わった｡
2024年2月25日の日本選手権クロスカントリーをラストレースとして現役引退。引退後もトヨタ自動車九州に所属し指導者にあたる。また、同社から出向の形で母校の順天堂大学スポーツ健康科学部の非常勤講師を同2024年4月1日付で兼任し、同校の陸上競技部長距離コーチに就任した。

## 自己記録
- 5000m - 13分47秒15（2014年5月10日 ゴールデンゲームズinのべおか）
- 10000m - 28分18秒15（2010年9月24日 全日本実業団対抗陸上競技選手権大会）
- ハーフマラソン - 1時間02分37秒（2005年2月）
- マラソン - 2時間07分39秒（2015年2月22日 東京マラソン）

## 戦績・記録

### 大学三大駅伝戦績
| 学年               | 出雲駅伝                    | 全日本大学駅伝                   | 箱根駅伝                                   |
| ------------------ | --------------------------- | -------------------------------- | ------------------------------------------ |
| 1年生 （2003年度） | 第15回 3区-区間7位 25分25秒 | 第35回 順天堂大学 不参加         | 第80回 2区-区間10位 1時間10分10秒          |
| 2年生 （2004年度） | 第16回 6区-区間4位 30分24秒 | 第36回 8区-区間6位 1時間00分23秒 | 第81回 5区-区間賞 1時間9分12秒 区間新記録  |
| 3年生 （2005年度） | 第17回 ― - ― 出走なし       | 第37回 ― - ― 出走なし            | 第82回 5区-区間賞 1時間18分30秒            |
| 4年生 （2006年度） | 第18回 6区-区間7位 30分20秒 | 第38回 7区-区間3位 1時間00分17秒 | 第83回 5区-区間賞 1時間18分05秒 区間新記録 |

## マラソン全成績
| レース日       | 大会                               | 順位 | 記録                               | 備考                                                           |
| -------------- | ---------------------------------- | ---- | ---------------------------------- | -------------------------------------------------------------- |
| 2008年8月31日  | 北海道マラソン                     | 10位 | 2時間18分01秒                      | 初マラソン                                                     |
| 2010年12月5日  | 福岡国際マラソン                   | 5位  | 2時間13分23秒                      | 世界陸上大邱大会選考レース                                     |
| 2011年3月6日   | びわ湖毎日マラソン                 | 6位  | 2時間10分41秒                      | 世界陸上大邱大会選考レース                                     |
| 2011年12月4日  | 福岡国際マラソン                   | 4位  | 2時間10分32秒                      | ロンドンオリンピック選考レース                                 |
| 2012年3月4日   | びわ湖毎日マラソン                 | 42位 | 2時間17分50秒                      | ロンドンオリンピック選考レース                                 |
| 2013年2月24日  | 東京マラソン2013                   | 11位 | 2時間10分29秒                      | 世界陸上モスクワ大会選考レース                                 |
| 2013年11月3日  | ニューヨークシティマラソン         | 6位  | 2時間10分45秒                      | 初の海外マラソン・日本男子首位                                 |
| 2014年2月2日   | 別府大分毎日マラソン               | 2位  | 2時間09分30秒                      | 初のサブテン（2時間10分未満）達成                              |
| 2014年11月2日  | ニューヨークシティマラソン         | 7位  | 2時間14分36秒                      | 日本男子首位                                                   |
| 2015年2月22日  | 東京マラソン2015                   | 7位  | 2時間07分39秒                      | 自己記録・日本歴代6位・日本男子首位 世界陸上北京大会選考レース |
| 2015年8月22日  | 世界陸上北京大会                   | DNS  | 記録無し                           | 体調不良により出場辞退、欠場                                   |
| 2016年2月28日  | 東京マラソン2016                   | 13位 | 2時間12分18秒                      | リオデジャネイロオリンピック選考レース                         |
| 2017年2月26日  | 東京マラソン2017                   | 14位 | 2時間11分02秒                      | 世界陸上ロンドン大会選考レース                                 |
| 2017年10月8日  | アイントホーフェンマラソン         | 10位 | 2時間17分00秒                      |                                                                |
| 2018年3月4日   | びわ湖毎日マラソン                 | 9位  | 2時間11分38秒                      | MGCシリーズ第5弾（2020年東京オリンピック選考会）               |
| 2019年3月3日   | 東京マラソン2019                   | 6位  | 2時間10分30秒                      | MGCシリーズ第9弾・MGC出場権獲得                                |
| 2019年9月15日  | マラソングランドチャンピオンシップ | 25位 | 2時間21分15秒                      | 2020年東京オリンピック・男子マラソン代表選考レース             |
| 2022年2月27日  | 大阪マラソン2022                   | 6位  | 2時間08分12秒                      | MSG出場権獲得                                                  |
| 2023年10月15日 | マラソングランドチャンピオンシップ | DQ   | 35km地点でオーバータイムにより失格 | 2024年パリオリンピック・男子マラソン代表選考レース             |

## エピソード
- 2005年第81回大会では日本テレビアナウンサーの矢島学は「人間ブルドーザー」、「山登りの貴公子、誕生!」と叫んだ。
- 山岳地帯において絶対的な強さを誇る一方で、平地のトラック競技タイムトライアルでは極立って速いというわけではない。順天堂大学の仲村明監督は、山における今井の強さの秘密を「キック力が人並み外れている」と明かしている。また法大OBの徳本一善は「今井は疲労物質である乳酸がたまりにくい走り方をしている」と語っている。
- シュークリームが大好物で、2007年箱根駅伝翌日の『ズームイン!!SUPER』に生出演した際、用意されたシュークリームを一気食いする姿が見られた。
- 2007年1月21日に広島県で行われた「第12回全国都道府県対抗男子駅伝競走大会」に、福島県チームのアンカーとして出場。38位から17人を抜き、チームを21位にまで押し上げた。
- 中学・高校時代には、市町村対抗福島県縦断駅伝競走大会（ふくしま駅伝）で小高町チームの選手として活躍した。
- 2008年10月4日に開かれた箱根駅伝シンポジウムにおいて第83回大会当時の思い出について、「実は（華の2区と呼ばれ、各チームのエースが走ることが多い）2区を走りたいと言い続けてたんですけど」と語った。のちに第83回大会の往路優勝の1シーンは、サッポロビールが2024年1月2日に公開された第100回箱根駅伝オリジナルCMに起用され、本人も順天堂大学在籍時と同じ青色のネクタイを着用して出演している[24]。
- 2011年の東日本大震災で実家が津波被害にあい、駅伝関係の賞状等の多くが失われている。